# Jean-François Simard
Pour les articles homonymes, voir Simard.
Jean-François Simard, né le 10 décembre 1966, est un enseignant et homme politique québécois.
Il est élu député à l'Assemblée nationale du Québec de la circonscription électorale de Montmorency sous la bannière du Parti québécois lors des élections générales de 1998. Battu en 2003, il est réélu en 2018 sous les couleurs de la Coalition avenir Québec

## Biographie
Jean-François Simard est bachelier en psychosociologie de la communication de l'Université du Québec à Montréal (1992), détient une maîtrise en développement régional (Université du Québec à Rimouski, 1994) et un doctorat en sociologie (Université Laval, 2000) portant sur les conséquences de la crise de l'emploi sur le lien social. Son expertise dans le domaine de l'emploi et sa connaissance des dossiers jeunesse lui ont notamment permis d'être membre du groupe-conseil du Chantier de l'économie et de l'emploi de 1996,. Il s'est d'ailleurs mérité la Bourse d'études et de recherche Lise Poulin Simon du Forum pour l'emploi en 1997 pour la réalisation de sa thèse. Il a également complété, au Collège Universitaire d'Etudes Fédéralistes d'Aoste, un diplôme d'études sur le fédéralisme européen (1996).
La jeunesse de Jean-François Simard est caractérisée par l'implication: la coopération internationale (en 1991, au Mali, avec le Centre canadien d'étude et de coopération internationale (CECI)), les affaires étudiantes (président de l'Association des étudiants(es) des Études supérieures de l'UQAR en 1992 et en 1993) et dans les affaires publiques concernant les jeunes, notamment à titre de vice-président de la Commission des jeunes sur l'avenir du Québec, et autres (Parlement étudiant du Québec Commission jeunesse de différents partis politiques, Sommet sur l'économie et l'emploi, Carrefours jeunesse-emploi, etc.),.

### Direction de délégations québécoises lors d'instances internationales
Dans le cadre de ses fonctions parlementaires, Jean-François Simard a également dirigé deux délégations québécoises à l'international. La première, à l'occasion de la réunion du Bureau de la Conférence des ministres de l’Éducation des pays ayant le français en partage (CONFEMEN), qui s'est tenue à Bathurst, au Nouveau-Brunswick, les 18 et 19 mai 1999. La seconde, lors de la réunion de la Conférence des ministres de la Jeunesse et des Sports des pays d’expression française (CONFEJES) et du Comité international des Jeux de la Francophonie (CIJF), tenue au Caire (Égypte), les 16 et 17 février 2001.

### Nomination à titre de commandeur de l'Ordre de la Pléiade de la Francophonie
Le 3 mai 2006, Jean-François Simard a été nommé commandeur de l'Ordre de la Pléiade de la Francophonie, ayant été reconnu pour avoir contribué, à titre de chargé de mission de la région Amérique, à la promotion du fait français sur le continent. De plus, on a voulu souligner sa participation à deux missions diplomatiques au Cameron et au Madagascar, « afin de rapprocher les divergences sur divers sujets entre ces pays de la Francophonie ».

### Implications sur divers conseils d'administration
Jean-François Simard a été membre du conseil d'administration de l'Office franco-québécois de la jeunesse en 2001. Il fut également membre du conseil d'administration du Centre d'étude et de coopération international (CECI) entre 2003 et 2009 et demeure membre de la corporation du CECI depuis 2000. Il a également siégé au conseil d'administration de l'Université du Québec en Outaouais (UQO) de 2006 à 2009. Il occupe la présidence de la Société du patrimoine politique du Québec depuis mars 2014,.

## Engagement politique

### Parlement étudiant du Québec
Jean-François Simard participe au Parlement étudiant du Québec de 1986 à 1991. Il est chef des Rouges de la 5e édition du Parlement.

### Jeunes libéraux du Canada
Jean-François Simard a été président de l'aile québécoise des Jeunes libéraux fédéraux, de 1988 à 1990 et a quitté, avec une partie de son exécutif, lors du Congrès libéral de Calgary de juin 1990, que Jean Lapierre et Gilles Rocheleau avaient également quitté en guise de protestation à l'élection de Jean Chrétien. Jean-François Simard s'est expliqué sur les raisons de son départ dans une lettre ouverte au Devoir, intitulée Reconnaissance ou Indépendance.

### Parti québécois
Jean-François Simard fait par la suite partie du cabinet de Jacques Parizeau, alors premier ministre, comme attaché politique en 1994 et 1995. De 1997 à 1998, il devient président de l'exécutif de circonscription du Parti québécois pour Montmorency. À 32 ans, il se présente à l'investiture de cette circonscription et l'emporte, grâce à son enracinement dans le parti, contre le futur maire de la Ville de Québec, Régis Labeaume,. Il est par la suite élu député de cette circonscription aux élections de 1998 avec 45 % des voix.
Il est membre du Bureau international de l'Assemblée parlementaire de la francophonie (APF), chargé de mission de la région Amérique de 1999 à 2001, et président de la première session du Parlement francophone des jeunes tenue à Québec en juillet 2001.
Jean-François Simard est adjoint parlementaire du ministre d'État à l'Éducation et à la Jeunesse François Legault avant d'être ministre délégué à l'Environnement et à l'Eau dans le cabinet de Bernard Landry de janvier 2002 à avril 2003. À 36 ans, c'est le plus jeune ministre de ce gouvernement. Il est leader parlementaire adjoint du gouvernement de mars 2002 à mars 2003. Aux élections de 2003, il est battu par le libéral Raymond Bernier lors d'une lutte à trois très serrée où il récolte 30 % des voix.

#### Distanciation du Parti québécois
Au lendemain des élections de 2003, Jean-François Simard prend publiquement parti pour un renouvellement en profondeur du Parti québécois, appelant à faire de ce dernier un nouveau lieu de convergence des forces nationalistes. Dans un texte s’intitulant S'ouvrir ou périr, qui est publié dans plusieurs quotidiens nationaux, Simard en appelle à :
« un Parti québécois inclusif et accueillant, prônant le progrès social. Un parti qui devienne, à l’intérieur de ses rangs, la vaste coalition que d’aucun voudrait construire à l’extérieur de celui-ci. Un parti qui propose une souveraineté plurielle, c’est-à-dire une cohabitation de militants ayant comme plus petit dénominateur commun de considérer le Québec comme un peuple qui ne peut plus se satisfaire de son statut d’État provincial »,.
Subséquemment, il s'oppose radicalement à l’idée d’abandonner le discours sur le partenariat : « on se demande encore pourquoi et comment (le partenariat) a bien pu disparaître si facilement de notre plate-forme électorale. Ce choix politique va à contre-courant du simple bon sens. Il annule des décennies de pédagogie souverainiste ». Il plaide également pour le dépassement du « syndrome du colonisé » omniprésent dans le discours souverainiste,.
Jean-François Simard propose le concept de « nationalisme d’accommodement » pour qualifier le climat politique qui prévaut au Québec depuis l’échec référendaire de 1995,,.

### Coalition avenir Québec
Insatisfait de l'incapacité du Parti québécois à renouveler la question nationale, Jean-François Simard se joint à son ancien collègue François Legault et à l'homme d'affaires Charles Sirois, afin de fonder le groupe de réflexion Coalition pour l'avenir du Québec. Jean-François Simard est l'un des douze signataires du manifeste de la Coalition pour l'avenir du Québec, publié le 21 février 2011. Il travaille également à la campagne de financement du nouveau parti en 2011. Il n'est pas candidat aux élections de 2012 ni à celles de 2014, mais représente la CAQ dans Montmorency en 2018, où il est élu avec 50,9 % des voix et une majorité de 12 836 voix.

## Résultats électoraux
|                                                                                               | Nom                            | Parti              | Nombre de voix | %      | Maj.  |
| --------------------------------------------------------------------------------------------- | ------------------------------ | ------------------ | -------------- | ------ | ----- |
|                                                                                               | Jean-François Simard (sortant) | Coalition avenir   | 19 124         | 45,2 % | 8 093 |
|                                                                                               | Mylene Bouchard                | Conservateur       | 11 031         | 26,1 % | -     |
|                                                                                               | Annie-Pierre Bélanger          | Québec solidaire   | 5 100          | 12 %   | -     |
|                                                                                               | Cynthia Therrien               | Parti québécois    | 4 773          | 11,3 % | -     |
|                                                                                               | Mustapha Berri                 | Libéral            | 1 969          | 4,7 %  | -     |
|                                                                                               | Nicholas Lescarbeau            | Vert               | 274            | 0,6 %  | -     |
|                                                                                               | Jean Bédard                    | Marxiste-léniniste | 55             | 0,1 %  | -     |
| Total                                                                                         | Total                          | Total              | 42 326         | 100 %  |       |
| Le taux de participation lors de l'élection était de 73,9 % et 494 bulletins ont été rejetés. |                                |                    |                |        |       |

|                                                                                             | Nom                        | Parti              | Nombre de voix | %      | Maj.   |
| ------------------------------------------------------------------------------------------- | -------------------------- | ------------------ | -------------- | ------ | ------ |
|                                                                                             | Jean-François Simard       | Coalition avenir   | 20 233         | 50,9 % | 12 836 |
|                                                                                             | Marie-France Trudel        | Libéral            | 7 397          | 18,6 % | -      |
|                                                                                             | Marie-Christine Lamontagne | Québec solidaire   | 5 225          | 13,1 % | -      |
|                                                                                             | Alexandre Huot             | Parti québécois    | 4 221          | 10,6 % | -      |
|                                                                                             | Daniel Beaulieu            | Conservateur       | 1 507          | 3,8 %  | -      |
|                                                                                             | Jean-François Simard       | Indépendant        | 561            | 1,4 %  | -      |
|                                                                                             | Nicholas Lescarbeau        | Vert               | 558            | 1,4 %  | -      |
|                                                                                             | Jean Bédard                | Marxiste-léniniste | 69             | 0,2 %  | -      |
| Total                                                                                       | Total                      | Total              | 39 771         | 100 %  |        |
| Le taux de participation lors de l'élection était de 71 % et 802 bulletins ont été rejetés. |                            |                    |                |        |        |

|                                                                                               | Nom                            | Parti               | Nombre de voix | %      | Maj.  |
| --------------------------------------------------------------------------------------------- | ------------------------------ | ------------------- | -------------- | ------ | ----- |
|                                                                                               | Raymond Bernier                | Libéral             | 13 708         | 36,8 % | 1 887 |
|                                                                                               | Jean-François Paquet           | Action démocratique | 11 821         | 31,7 % | -     |
|                                                                                               | Jean-François Simard (sortant) | Parti québécois     | 11 226         | 30,1 % | -     |
|                                                                                               | Magali Paquin                  | UFP                 | 517            | 1,4 %  | -     |
| Total                                                                                         | Total                          | Total               | 37 272         | 100 %  |       |
| Le taux de participation lors de l'élection était de 77,1 % et 392 bulletins ont été rejetés. |                                |                     |                |        |       |

|                                                                                               | Nom                   | Parti                 | Nombre de voix | %      | Maj.  |
| --------------------------------------------------------------------------------------------- | --------------------- | --------------------- | -------------- | ------ | ----- |
|                                                                                               | Jean-François Simard  | Parti québécois       | 19 946         | 45,2 % | 5 128 |
|                                                                                               | Jacques Langlois      | Libéral               | 14 818         | 33,6 % | -     |
|                                                                                               | Yves Leclerc          | Action démocratique   | 7 154          | 16,2 % | -     |
|                                                                                               | Jean Filion (sortant) | Indépendant           | 1 774          | 4 %    | -     |
|                                                                                               | Linda Fick            | Démocratie socialiste | 267            | 0,6 %  | -     |
|                                                                                               | Jean Bédard           | Marxiste-léniniste    | 204            | 0,5 %  | -     |
| Total                                                                                         | Total                 | Total                 | 44 163         | 100 %  |       |
| Le taux de participation lors de l'élection était de 80,7 % et 481 bulletins ont été rejetés. |                       |                       |                |        |       |

## Carrière universitaire et réflexions
Après sa défaite de 2003, Jean-François Simard quitte la politique active et entreprend une carrière de professeur d'université, en s'intéressant notamment à deux grands objets de recherche: le modèle québécois et la Francophonie. À partir du 1er juin 2004, il est professeur au département de travail social et au département des sciences sociales de l'Université du Québec en Outaouais (UQO). Il est titulaire d'un doctorat en sociologie de l'Université Laval. Il est fondateur et titulaire de la première chaire Senghor de la Francophonie à l'UQO depuis 2009, et membre régulier du Centre de recherche sur les innovations sociales (CRISES).
En février 2018, Jean-François Simard publie chez Fides L’idéologie du hasard. Retour sur la question nationale, qui sera considéré comme un « premier essai intellectuel caquiste de notre histoire », par Louis Cornellier, chronique au journal Le Devoir. Il décrira cette dernière publication de Jean-François Simard comme suit : « La parution de L’idéologie du hasard est à marquer d’une pierre blanche. Il s’agit, en effet, à mon humble avis, du premier essai intellectuel caquiste de notre histoire. (…) Penseur de fort calibre au style élégant qui se réclame de Fernand Dumont, Simard ne propose pas un livre militant, mais une riche et parfois émouvante invitation à la réflexion. Avec lui, la Coalition avenir Québec (CAQ) peut s’enorgueillir de compter dans ses rangs son premier véritable intellectuel.».
Le 24 mars 2017, de nouveau avec Denis Monière, il publie à l’occasion du 150eanniversaire du Parti libéral du Québec, une anthologie des grands discours de Jean Lesage qui porte pour titre Jean Lesage vous parle. Les grands discours de la Révolution tranquille. Dans un article paru dans Le Devoir, en mai 2017, il identifie les grandes ruptures idéologiques qui séparent les libéraux issus de la Révolution tranquille, de ceux dirigés par Jean Charest et Philippe Coulliard. Jean-François Simard s’interroge : « Mais où sont donc passés les libéraux d’autrefois qui applaudissaient Robert Bourassa lorsqu’il a déclaré : « Le Québec est aujourd’hui et pour toujours une société distincte, libre et capable d’assumer son destin et son développement ».
Finalement, en 2018, en collaboration avec le politologue Nelson Michaud (ÉNAP), il lance Le défi de changer les choses, une anthologie commentée des discours de Paul Gérin-Lajoie, figure centrale de la Révolution tranquille. Ce sera là sa dernière publication universitaire avant son retour en politique.

### Un regard sur la construction du modèle québécois
Jean-François Simard s’intéresse à l’analyse des grandes figures historiques qui ont marqué la Révolution tranquille et les influences intellectuelles qui participent à la construction du modèle québécois. Au cours des dernières années, il a publié un collectif sur Camille Laurin (communément appelé le « père de la loi 101 »). En collaboration avec le théologien Maxime Allard, il a publié deux anthologies sur le Père George-Henri Lévesque (communément appelé le « père de la Révolution tranquille »). À titre de président de la Société du patrimoine politique du Québec, il a codirigé avec le politologue Denis Monière et l’historien Robert Comeau un collectif sur Marcel Masse. Il a publié de nombreux articles sur la territorialisation des politiques publiques (voir Section Bibliographie).

### Un regard sur la Francophonie
Jean-François Simard s’intéresse également à la francophonie comme dimension constitutive du Québec contemporain. En collaboration avec Echraf Ouedraogo, il a publié l’un des plus importants collectifs d’universitaires rassemblés afin de penser l’avenir de la Francophonie (voir dans section Bibliographie). Il est titulaire de la Chaire Senghor de la Francophonie de l’Université du Québec en Outaouais depuis mars 2009 et a été élu Président du Réseau international des Chaires Senghor, à Alexandrie, en décembre 2015. Il est l’instigateur, avec le professeur Richard Ouellet, ancien directeur des programmes de l’Institut québécois des hautes études internationales à l’Université Laval, et le Centre de la Francophonie des Amériques (CFA), de la première université d’été sur la Francophonie des Amériques, tenue du 5 au 12 juin 2010 à l'Université Laval,.

## Ouvrages

### Ouvrages collectifs
- MONIÈRE, D., SIMARD, J.F. et R. COMEAU, dir., Les quatre saisons dans la vie de Marcel Masse - Regard sur l’évolution du Québec contemporain, Québec, Les Éditions Septentrion, 2015, 288 p. (ISBN 9782894488430)
- SIMARD, J.F., ECHRAF, A. O., dir., Une Francophonie en quête de sens. Retour sur le premier Forum mondial de la langue française, Préface de Michaëlle Jean, Québec, Les Presses de l’Université Laval, 2014, 430 p. (ISBN 9782763723341)
- SIMARD, J.F., ALLARD, M, La révolution coopérative. Un jalon d’histoire de la pensée sociale au Québec. Notes de cours en philosophie de la coopération de.Georges-Henri Lévesque, Québec, Presses de l'Université Laval, collection Sociologie contemporaine, 2013, 284 p. (ISBN 978-2-7637-1527-8)
- SIMARD, J.F., ALLARD, M., Échos d’une mutation sociale. Anthologie des textes du Père Georges-Henri Lévesque, précurseur de la Révolution tranquille, Québec, Les Presses de l'Université Laval, Collection Prisme, 2011, 538 p. (ISBN 978-2-7637-9099-2)
- SIMARD, J.F., CHIASSON, G. et T. MARTIN, « Introduction - La gouvernance territoriale: un nouveau regard sur le développement Introduction - Territorial Governance: A New Take on Development », Canadian Journal of Regional Science/Revue canadienne des sciences régionales, no XXXI: 3,‎ 2008, p. 455-470 (ISSN 0705-4580, lire en ligne)
- ROBITAILLE, M., SIMARD, J.F. et G. CHIASSON, L'Outaouais au carrefour des modèles de développement, Gatineau, Centre de recherche sur le développement territorial, Université du Québec en Outaouais, 2006, 203 p. (ISBN 2892512786)

### Publications
- SIMARD, J.F. (dir.), L’œuvre de Camille Laurin. La politique publique comme instrument de l’innovation sociale, Québec, Presses de l'Université Laval, Collection Chaire Fernand-Dumont sur la culture, 2010, 240 p. (ISBN 978-2-7637-9098-5)
- SIMARD, J.F, Montmorency. Histoire d'une communauté ouvrière, Préface de Fernand Daoust, Québec, Septentrion, 2001, 236 p. (ISBN 2894481721)
- SIMARD, J.F, L'idéologie du hasard. Retour sur la question nationale, Québec, FIDES, 2018, 199 p. (ISBN 9782762141597)